# Werner Arens (Theologe)
Werner Arens (* 20. Dezember 1924 in Wenden; † 24. April 2010 ebenda) war ein deutscher römisch-katholischer Theologe.

## Leben
Werner Arens studierte Philosophie und Theologie. Am 3. April 1954 empfing er die Priesterweihe in Paderborn. Er war zunächst als Vikar in der Liebfrauengemeinde in Dortmund tätig. Er wurde mit einer Arbeit über die kirchliche Jugendarbeit in München zum Dr. theol. promoviert. Anschließend war er Lehrbeauftragter für die Jugendpastoral an der Ruhr-Universität Bochum sowie an der Pädagogischen Hochschule Ruhr in Dortmund.
Arens wurde 1969 erster Lehrstuhlinhaber für Katholische Theologie und Methodik des Katholischen Religionsunterrichts an der Abteilung Osnabrück der Pädagogischen Hochschule Niedersachsens, der späteren Universität Osnabrück. Als letzter Dekan der Pädagogischen Hochschule war er 1972 Mitbegründer dieser Universität. Er lehrte insbesondere katholische Religionspädagogik und Pastoraltheologie. Zudem engagierte er sich als Leiter der Katholischen Hochschulgemeinde.
Er war Mitglied verschiedener Verbindungen im Cartellverband der katholischen deutschen Studentenverbindungen und engagierte sich seit 1975 im Lions Club Osnabrücker Land.

## Ehrungen und Auszeichnungen
- Aufnahme in den Ritterorden vom Heiligen Grab zu Jerusalem (1976)
- Ernennung zum Päpstlichen Ehrenprälaten durch Papst Johannes Paul II. (1984)

## Einzelbelege
1. ↑  Mitgliederverzeichnis, herausgegeben von Lions International Gesamt-District 111, Stand 1. Juni 1976

| Personendaten    | Personendaten                           |
| ---------------- | --------------------------------------- |
| NAME             | Arens, Werner                           |
| KURZBESCHREIBUNG | deutscher römisch-katholischer Theologe |
| GEBURTSDATUM     | 20. Dezember 1924                       |
| GEBURTSORT       | Wenden                                  |
| STERBEDATUM      | 24. April 2010                          |
| STERBEORT        | Wenden                                  |